# The Jews
The Jews (Alternativtitel: They Are Everywhere; Originaltitel: Ils sont partout) ist ein französischsprachiger Episodenfilm aus dem Jahr 2016 über Antisemitismus in Frankreich. Regie führte Yvan Attal.

## Handlung
Die Rahmenhandlung bilden die Gespräche Yvans, eines sephardischen Franzosen, während der Sitzungen bei seinem Psychotherapeuten. Yvan hat ihn aufgesucht, um mit ihm über einen wachsenden Antisemitismus zu sprechen, den er in seiner Umgebung wahrnimmt. In den folgenden Gesprächen geht es darum, was es heute in Frankreich bedeutet, Jude und Franzose zu sein. Im Lauf der Sitzungen kommen skurrile, befremdliche und verstörende Geschichten und Begegnungen zur Sprache.
Episode 1 – Die Juden sind überall
Eva ist Vorsitzende des extrem antisemitischen Mouvement National Français, eine Partei, die bei den französischen Europawahlen 25 % der Stimmen gewonnen hat. Ihr Ehemann Boris ist ebenfalls extremer Antisemit, der aber beim Tod seiner Mutter zu seinem Schrecken feststellen muss, dass er selbst Jude ist.
Episode 2 – Die Juden haben Geld
Mathilde schafft es nicht, von ihrem Ehemann Pascal die Unterhaltszahlungen zu bekommen, die er ihr schuldet und wirft ihm die Beleidigung an den Kopf, sie habe den einzigen Juden geheiratet, der ein armer Schlucker ist.
Episode 3 – Juden helfen sich immer gegenseitig
Ein Talmudgelehrter trifft in der Jeschiwa einen Kollegen, der ihm bei der Lösung eines Problems helfen soll: „Zwei Schornsteinfeger steigen aus einem Kamin, der eine ist weiß, der andere schwarz. Welcher geht sich waschen? - Der, der schwarz ist, auf alle Fälle, sagt der Kollege. - Du verstehtst den Talmud nicht, antwortet der erste“, und es kommt zu einer rabulistischen Debatte, deren Ende nicht abzusehen ist.
Episode 4 – Die Juden haben Jesus getötet
Der Mossad will den Antisemitismus an der Wurzel ausrotten, er hat es satt, immer mit der Anklage, die Juden hätten Jesus getötet, konfrontiert zu werden. Also schickt man den Spitzenagenten Norbert auf eine Zeitreise in die Vergangenheit mit dem Auftrag, das Kind Jesus zu töten, bevor es seine Karriere als Prophet antreten kann. Als Norbert aus seinem Zeit-Reise-Shuttle steigt, hält man ihn jedoch für den Messias, der sich dazu noch in Maria verliebt.
Episode 5 – Die jüdische Weltverschwörung
Straßenumfrage: „Glauben Sie, dass die Jüdische Weltverschwörung existiert?“
Episode 6 – Immer die Shoah
Robert wohnt gegenüber dem Denkmal von Drancy und denkt: Immer geht es nur um die Juden! Er selbst hat schließlich auch gelitten, er hat nämlich rote Haare. Also gründet er eine Interessengemeinschaft der Rothaarigen, der bald eine der Blonden, der Albinos und der Zwergwüchsigen folgt.
Episode 7 – Und Israel
Sitzung des Conseil des ministres, der Staatspräsident hält eine Rede und konstatiert: „Alles läuft schlecht. Nur den Juden geht’s gut“ und leitet ein Referendum in die Wege, das die Lösung bringen soll: „Laßt uns alle Juden werden“.

## Produktion und Veröffentlichung
Drehorte waren neben Paris verschiedenen Orte in Frankreich, wie Vélizy-Villacoublay, Drancy, Ris-Orangis und Bagnolet. Kameramann war wieder Rémy Chevrin, mit dem Attal seit seinem Debütfilm von 2001 regelmäßig zusammengearbeitet hat.
Tobie Nathan, geboren 1948 in Kairo, der im Film einen Psychotherapeuten spielt, ist ein renommierter in Frankreich lehrender Kulturhistoriker, Begründer der Ethnopsychiatrie und französischer Diplomat.
Deutschlandpremiere war am 28. Oktober 2016 im Internet. 2016 veröffentlichte das Label Wild Side eine DVD in französischer Sprache mit französischen Untertiteln.

## Rezeption
In Frankreich hatte der Film mit einer Besucherzahl von 173 964 einen gewissen Erfolg, blieb aber international weitgehend unbeachtet. Die Kritiken in Frankreich fielen beim Publikum und der Presse gemischt und insgesamt eher negativ aus. Gelobt wurde zwar die Leistung der Schauspieler, das Ziel, antisemitische Clichés zu demontieren, erreiche der Film jedoch nicht.
Der Kritiker des österreichischen Filmportals film.at bemerkt, der Film stelle „menschlichen Abgründen“ den Humor als „wahrscheinlich stärkste Kraft“ entgegen und fährt fort: „Es ist bemerkenswert, dass es Regisseur Attal gelingt, uns bei der Auseinandersetzung mit einem wenig bewussten, aber immer offensichtlicher werdenden europäischen Problem leichtfüßig zu unterhalten.“